# 地下鉄サリン事件 15年目の闘い〜あの日、霞ヶ関で何が起こったのか〜
地下鉄サリン事件 15年目の闘い〜あの日、霞ヶ関で何が起こったのか〜（ちかてつサリンじけん じゅうごねんめのたたかい〜あのひ、かすみがせきでなにがおこったのか〜）は、2010年3月20日にフジテレビジョンの「土曜プレミアム」枠にて放送されていた、単発スペシャルの日本のテレビドラマ。主演は原田美枝子。視聴率は8.8%（関東地区・ビデオリサーチ調べ）。 

## 概要
1995年3月20日に、東京都の地下鉄でオウム真理教が起こした地下鉄サリン事件を、営団地下鉄（現：東京地下鉄）霞ケ関駅に勤務し、当日サリンを車輌から撤去し死亡した助役・高橋一正の妻である高橋シズヱのインタビューに基づき、再現ドラマとドキュメンタリーで構成した番組。
シズヱは地下鉄サリン事件被害者の会、代表世話人。林郁夫の公判は400回を超える傍聴をし、もう一人の実行犯豊田亨の両親とも面会している。

## キャスト
- 高橋シズヱ（本人）
- 原田美枝子（高橋シズヱ）
- 羽場裕一（高橋一正）
- 中越典子（高橋美雪）
- 鈴木浩介（中村裕二弁護士）
- 小市慢太郎（林郁夫）
- 阿南健治（霞ヶ関勤務同僚）
- 布施博（被害者の一人の兄・浅川一雄）
- 左時枝（豊田の母）
- 中丸新将
- 安崎求
- 松浦慎一郎
- 工藤あさぎ
- 神農直隆
- 山嵜聡弘
- 小原雅人
- 泉久美子
- 真田幹也、石川裕司、重松愛子、森山米次、池田宜大、松林栄一、岩間天嗣　ほか
- ナレーター：半海一晃

## スタッフ
- 脚本：野尻靖之
- 構成：田代裕
- 総合演出：上野潤也
- ドラマ演出：田島大輔
- スタジオ：緑山スタジオ・シティ、砧スタジオ
- ロケ協力：東京臨海高速鉄道りんかい線、東海大学湘南キャンパス　ほか
- 技術協力：ビデオスタッフ、ブル
- 照明協力：ザ・ホライズン
- 美術協力：フジアール
- 音響効果：サウンドシップ
- ドキュメンタリーパートディレクター：高森大資、田代由卯花、加藤健太郎
- プロデュース：成田一樹、村田慎一郎、中山ケイ子、中津留誠
- 製作協力：テレコムスタッフ、フジクリエイティブコーポレーション、アニマ21
- 製作著作：フジテレビ